# استن فن گوندی
استن فن گوندی (هلندی: Stan Van Gundy، ۲۶ اوت ۱۹۵۹) مربی بسکتبال اهل ایالات متحده آمریکا است.
وی سابقه مربی‌گری در تیم‌هایی همچون میامی هیت، اورلندو مجیک و دیترویت پیستونز اشاره کرد.